# Lista chimiștilor membri ai Academiei Române
Aceasta este lista chimiștilor membri ai Academiei Române:

## Membri titulari
- Marius Andruh (1954 - ) — din 2009
- Eugen I. Angelescu (1896 - 1968) — din 1963
- Emanoil Bacaloglu (1830 - 1891) - fizician, chimist, matematician — din 1879
- Alexandru T. Balaban (1931 - ) — din 1990

## Membri corespondenți
- Neculai Asandei (1928 - 1999) — din 1991

## Membri de onoare
- Neculai Costăchescu (1876 - 1939) chimist, om politic — din 1936
- Petre T. Frangopol (n. 1933) chimist — din 2012